# Heinkel He 119
«Гейнкель» He 119 (нім. Heinkel He 119) — німецький експериментальний розвідувальний літак/бомбардувальник, розроблений компанією Ernst Heinkel Flugzeugwerke в другій половині 1930-х років.

## Історія
Проектування He 119 було розпочато наприкінці літа 1936 року. Видатною особливістю літака був обтічний фюзеляж, який мав широко засклену кабіну одразу за гвинтом. Двоє членів екіпажу з трьох осіб сиділи по одному з боків карданного валу, який проходив на кормі до спареної пари двигунів Daimler-Benz DB 601, встановлених над центральною секцією крила, змонтованих разом у межах загального кріплення (двигун правого борту мав «дзеркальний» відцентровий нагнітач) із загальним блоком редуктора, встановленим на передніх кінцях кожного двигуна, утворюючи привід, відомий як DB 606. He 119 був першим німецьким літаком, який використовував систему силової установки «високої потужності», призначену для забезпечення німецьких літаків силовою установкою потужністю понад 1500 кВт (2000 к.с.), але вагою 1,5 тонни за одиницю.
DB 606 був встановлений прямо за кормовою стінкою кабіни, поблизу центру ваги, із закритим подовжуючим валом, що проходить через центральну лінію кабіни для приводу великого чотирилопатевого гвинта змінного кроку в носовій частині. На V1 використовувалася випарна система охолодження, а інші прототипи мали напіввисувний радіатор безпосередньо під двигуном для посилення охолодження під час зльоту та набору висоти.
Лише вісім прототипів були завершені, і літак не увійшов у виробництво, в основному через брак двигунів DB 601. Перші два прототипи були побудовані як наземні літаки з шасі, що прибираються. Третій прототип (V3) був побудований як гідролітак з двома поплавками. Він був випробуваний на військовому випробувальному полігоні Травемюнде на узбережжі Балтійського моря та був знищений у 1942 році на заводському аеродромі Heinkel в Маріенехе.
22 листопада 1937 року четвертий прототип (V4) поставив світовий рекорд, під час якого він зафіксував швидкість 505 км/год з корисним навантаженням 1000 кг на відстань 1000 км. 1938 рік: V5 і V6 стали серійними прототипами серії «A» для моделі розвідника, а V7 і V8 стали серійними прототипами серії «B» для моделі бомбардувальника.
Ці чотири літаки були тримісними з захисним озброєнням з одного 7,92-мм кулемета MG-15 у верхньому положенні для стільби, V7 і V8 мали нормальне бомбове навантаження трьох 250 кг бомб або максимальне бомбове навантаження 1000 кг. V7 і V8 були продані в Японію в травні 1940 року і ретельно вивчені. Отримані знання були використані при розробці Yokosuka R2Y. Решта прототипів служили стендами для випробувань двигунів, літаючи з різними версіями прототипів DB 606 і DB 610 (здвоєні DB 605) і строго експериментальний DB 613 (здвоєний DB 603).

## Модифікації

Схематичне зображення літака Heinkel He 119

Різні моделі літака Heinkel He 119

- He 111U — пропагандистська назва літака He 119
- He 119 — базова версія, побудовано вісім прототипів
- He 519 — версія високошвидкісного бомбардувальника 1944 року, розроблена в ініціативному порядку Heinkel для перевірки радикальних ідей братів Гюнтер; зокрема для опробування 24-циліндрового Daimler-Benz DB 613, але літак залишився концептом і проєкт був закритий наприкінці війни

## Однотипні літаки за епохою, характеристиками та призначенням
| - Blohm & Voss BV 141 - Arado Ar 196 - Junkers Ju 49 - Messerschmitt Me 261 - PZL.23 Karaś | - PZL.43 - PZL.46 Sum - Caproni Ca.309 - Caproni Ca.310 - Caproni Ca.313 | - Caproni Ca.335 - Latécoère 490 - Bloch MB.131 - Bloch MB.170 - Potez 630 | - АНТ-10 - АНТ-30 - Р-10 (ХАІ-5) - Aero A.104 - Praga E-51 | - Aichi AB-6 - Mitsubishi Ki-15 - Mitsubishi Ki-46 |